# Creston (Nebraska)
Creston es una villa ubicada en el condado de Platte en el estado estadounidense de Nebraska. En el Censo de 2010 tenía una población de 203 habitantes y una densidad poblacional de 378,64 personas por km².

## Geografía
Creston se encuentra ubicada en las coordenadas 41°42′29″N 97°21′46″O / 41.70806, -97.36278. Según la Oficina del Censo de los Estados Unidos, Creston tiene una superficie total de 0.54 km², de la cual 0.54 km² corresponden a tierra firme y (0%) 0 km² es agua.

## Demografía
Según el censo de 2010, había 203 personas residiendo en Creston. La densidad de población era de 378,64 hab./km². De los 203 habitantes, Creston estaba compuesto por el 97.04% blancos, el 0% eran afroamericanos, el 0% eran amerindios, el 1.48% eran asiáticos, el 0% eran isleños del Pacífico, el 0% eran de otras razas y el 1.48% pertenecían a dos o más razas. Del total de la población el 1.48% eran hispanos o latinos de cualquier raza.